# Linia kolejowa nr 925
Linia kolejowa nr 925 – linia kolejowa łącząca Waliły Las z Grzybowcami. Linia została otwarta w 1950 r., a jej długość wynosi 2.22 km.